# Cyanea heluensis
Cyanea heluensis — вид квіткових рослин родини дзвоникових (Campanulaceae). Описаний у 2020 році.

## Поширення
Ендемік Гавайський островів. Поширений лише на схилах гори Гелу поблизу міста Лагаїна на заході острова Мауї. Вперше виявлений у 2010 році. Відомий з єдиного зразка і знаходиться на межі вимирання. Ботаніки зрізали пагони з рослини і висадили їх у спеціальному розпліднику для подальшого розмноження.

## Опис
Квіти довгі та вигнуті, білого кольору. Квіти Cyanea heluensis приваблює запилювачів запахом апельсина.